# Guabiruba
Guabiruba är en kommun i Brasilien.   Den ligger i delstaten Santa Catarina, i den södra delen av landet, 1 300 km söder om huvudstaden Brasília. Antalet invånare är 18 433. Arean är 174 kvadratkilometer.
Terrängen i Guabiruba är kuperad.
I omgivningarna runt Guabiruba växer i huvudsak städsegrön lövskog. Runt Guabiruba är det tätbefolkat, med 308 invånare per kvadratkilometer.